# St.-Erzengel-Michael-Kirche (Bukonys)

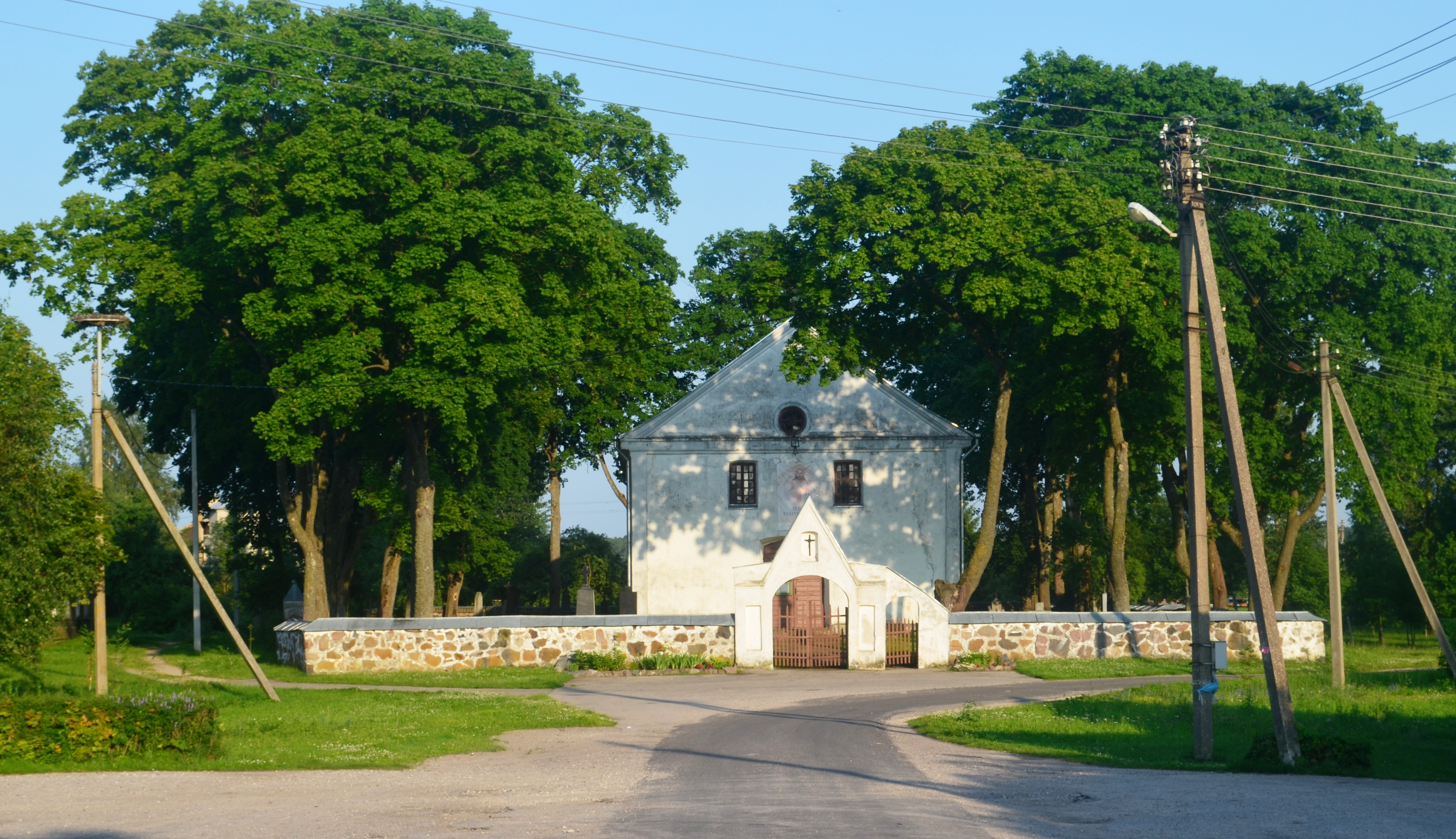
Kirche Bukonys

Die St.-Erzengel-Michael-Kirche  (lit. Bukonių Šv. arkangelo Mykolo bažnyčia) ist eine katholische klassizistische Kirche mit einem Turm im Dorf Bukonys, Rajongemeinde Jonava (Bezirk Kaunas), an der Fernstraße Ukmergė–Šėta in Litauen. Die hölzerne Kirche wurde 1787 von Juozapas Hoppenas, Inhaber des Gutshofs Bukonys, gebaut. Der Pfarrgemeinde gehörten 1832 etwa 15 Morgen Boden. 1829 baute man eine neue Mauerkirche. Die Michaeliskirche wurde von 1916 bis 1917 erneuert. Jetzt  gehört sie dem Dekanat Jonava, Erzbistum Kaunas.